# Craig Beach, Ohio
Craig Beach là một làng thuộc quận Mahoning, tiểu bang Ohio, Hoa Kỳ. Năm 2010, dân số của làng này là 1180 người.

## Dân số
- Dân số năm 2000: 1254 người.
- Dân số năm 2010: 1180 người.